# أبيونيدازول
الأبيونيدازول (اسم دولي غير مسجل الملكية INN) (بالإنجليزية: Abunidazole)‏ عبارة عن عقار مضاد للفطريات.